# Elpidia echinata
Elpidia echinata is een zeekomkommer uit de familie Elpidiidae.
De wetenschappelijke naam van de soort werd in 1896 gepubliceerd door Rémy Perrier.